# Michael Lah
Michael Richard Lah, ameriški animator slovenskega rodu, 1. september 1912, Waukegan, Illinois, Združene države Amerike, † 13. oktober 1995, Los Angeles, Kalifornija.
Najbolj je znan po svojem delu pri studijih Metro-Goldwyn-Mayer, kjer je sodeloval pri animiranju risank o Tomu in Jerryju ter Medvedu Barniju.

## Tom in Jerry
Kot član skupine animatorjev je sodeloval pri ustvarjanju:
- Puss Gets the Boot (1940)
- The Night Before Christmas (1941)
- The Midnight Snack (1941)
- Fraidy Cat (1942)
- Springtime for Thomas (1945)
- Solid Serenade (1946)
- The Milky Waif (1946)
- Trap Happy (1946)
- A Mouse in the House (1947)
- Dr. Jekyll and Mr. Mouse (1947)
- Part-Time Pal (1947)
- Salt Water Tabby (1947)
- Cat Fishin (1947)
- Smarty Cat (1955)